# Lena Ödeen
Anna Lena Kristina Ödeen, född Svensson 8 juni 1942 i Västerfärnebo församling i Västmanlands län, var en svensk politiker (folkpartist) som tjänstgjorde som ersättare i Sveriges riksdag en kortare period 2003.